# 3,5-二甲基哌啶
3,5-二甲基哌啶（英语：3,5-Dimethylpiperidine）是化学式为C5H8(CH3)2NH的化合物。存在两种非对映体：非手性(R,S)异构体和一对手性(R,R)/(S,S)对映体。3,5-二甲基哌啶是替贝酸的前体。
该化合物通常通过3,5-二甲基吡啶的氢化制备。这两种非对映异构体也是由三乙基硼氢化锂还原3,5-二甲基吡啶而产生的。